# Riksdagsvalet i Tyskland 1932 (november)
Det andra tyska riksdagsvalet 1932 hölls den 6 november 1932, under den period i Tysklands historia som kallas Weimarrepubliken. Nazisterna (NSDAP) förlorade ett markant väljarstöd jämfört med valet i juli samma år. Emellertid ökade istället siffrorna för det konservativa Tysknationella folkpartiet (DNVP), som kom att bilda regering tillsammans med Adolf Hitler som rikskansler den 30 januari 1933. Även kommunisterna (KPD) ökade i valet med elva mandat, sannolikt på bekostnad av socialdemokraterna (SPD) som tappade tolv mandat från det tidigare valet i juli.

## Valresultat
| Parti                                                            | Röster     | Röster  | Röster | Mandat | Mandat |
| Parti                                                            | Antal      | Andel   | +/-    | Antal  | +/-    |
| ---------------------------------------------------------------- | ---------- | ------- | ------ | ------ | ------ |
| Nationalsozialistische Deutsche Arbeiterpartei (NSDAP)           | 11 737 021 | 33,1 %  | −4,2 % | 196    | −34    |
| Sozialdemokratische Partei Deutschlands (SPD)                    | 7 247 901  | 20,4 %  | −1,2 % | 121    | −12    |
| Kommunistische Partei Deutschlands (KPD)                         | 5 980 239  | 16,9 %  | +2,6 % | 100    | +11    |
| Deutsche Zentrumspartei (Zentrum)                                | 4 230 545  | 11,9 %  | −0,5 % | 70     | −5     |
| Deutschnationale Volkspartei (DNVP - konservativa)               | 2 959 053  | 8,3 %   | +2,4 % | 51     | +14    |
| Bayerische Volkspartei (BVP)                                     | 1 094 597  | 3,1 %   | −0,1 % | 20     | −2     |
| Deutsche Volkspartei (DVP - nationalliberala)                    | 660 889    | 1,9 %   | +0,7 % | 11     | +4     |
| Christlich-Sozialer Volksdienst (CSVD)                           | 403 666    | 1,1 %   | +0,1 % | 5      | +2     |
| Deutsche Staatspartei (DStP)                                     | 336 447    | 1,0 %   | ±0     | 2      | −2     |
| Deutsche Bauernpartei (DBP)                                      | 149 026    | 0,4 %   | ±0     | 3      | +1     |
| Württembergischer Bauern- und Weingärtnerbund (Landbund)         | 105 220    | 0,3 %   | ±0     | 2      | ±0     |
| Reichspartei des deutschen Mittelstandes (Wirtschaftspartei, WP) | 110 309    | 0,3 %   | −0,1 % | 1      | −1     |
| Deutsch-Hannoversche Partei (DHP)                                | 63 966     | 0,2 %   | +0,1 % | 1      | +1     |
| Thüringer Landbund                                               | 60 062     | 0,2 %   | +0,2 % | 1      | +1     |
| Övriga partier                                                   | 391 846    | 1,1 %   | ±0     | 0      | −2     |
| Totalt:                                                          | 35 470 788 | 100,0 % |        | 584    | −24    |